# Kevin Sluimer
Kevin Sluimer (* 5. November 1985 in Rotterdam) ist ein niederländischer Bahn- und Straßenradrennfahrer.
Kevin Sluimer wurde 2001 niederländischer Meister im Straßenrennen der Jugendklasse. In der Saison 2003 gewann er bei der Bahnrad-Europameisterschaft der Junioren in Moskau die Silbermedaille in der Mannschaftsverfolgung. Bei der nationalen Bahnradmeisterschaft gewann Sluimer den Scratch der Junioren und das 50-Kilometer-Rennen der Eliteklasse. 2005 wurde er niederländischer Meister im Derny-Rennen. Im nächsten Jahr fuhr er für das Continental Team Ubbink-Syntec.

## Erfolge – Bahn
2003
- Niederländischer Meister – Scratch (Junioren)
- Niederländischer Meister – 50 Kilometer

2005
- Niederländischer Meister – Derny

## Teams
- 2006 Ubbink-Syntec